# Chestnut Ridge and Schellsburg Union Church and Cemetery
Chestnut Ridge and Schellsburg Union Church and Cemetery sind eine Kirche und ein Friedhof historischer Bedeutung im Bedford County, Pennsylvania.
Die Chestnut Ridge and Schellsburg Union Church wurde 1806 als kellerlose, aus einem Raum bestehende Holzkirche mit rechteckigem Grundriss auf dem Land des Siedlers John Schell erbaut. Aus Schutz vor Witterungseinflüssen wurde 1881 eine Stülpschalung angelegt. Diese wurde 1936 wieder entfernt, wobei einige der ursprünglichen Eichenstämme durch neue ersetzt wurden. Die originalen Kirchenbänke sind in zwei Reihen zu je sechs Stück gruppiert. An der Ost-, Süd- und Westseite des Kirchenraums befindet sich eine Empore mit zwei Außenfenstern. Die Kanzel ist oktogonal und hat einen Durchmesser von ungefähr 1,20 m. Die heutige Inneneinrichtung war bis 1820 abgeschlossen. Zeitgleich mit der Kirche entstand der Friedhof um die Chestnut Ridge and Schellsburg Union Church herum.
Bis 1843 wurde die Chestnut Ridge and Schellsburg Union Church als eine Reformierte und Lutheranische Kirche genutzt. Danach versammelte sich die Gemeinde in neuen Kirche im Ort Schellsburg, wobei die Calvinisten in der Chestnut Ridge and Schellsburg Union Church bis 1853 Messen feierten. Am 19. November 1959 bildete sich die Chestnut Ridge and Schellsburg Union Church Cemetery Association, welche aus Geistlichen der Reformierten, Lutheraner, Presbyterianer und Methodisten bestand, um gemeinsam Kirche und Friedhof zu verwalten. Im Juni 1860 fand die erneute Kirchweihe statt. In der Folge wurde sie hauptsächlichen für Beerdigungszeremonien in Anspruch genommen.
Am 12. Januar 2005 wurde Chestnut Ridge and Schellsburg Union Church and Cemetery in das National Register of Historic Places aufgenommen. Als Contributing Property gelten neben Kirche und Friedhof das 1860 erbaute Haus des Küsters sowie ein unmittelbar daneben befindliche eingeschossiges Gebäude, das als Küche oder Lagerraum gedient haben könnte.